# Hisayoshi Satō
Hisayoshi Satō (jap. 佐藤久佳 Satō Hisayoshi; ur. 12 stycznia 1987 w Tomakomai) – japoński pływak, brązowy medalista olimpijski.
Specjalizuje się w pływaniu stylem dowolnym. Jego największym osiągnięciem jest brązowy medal igrzysk olimpijskich w Pekinie (2008) w sztafecie 4 x 100 m stylem zmiennym. Sztafeta japońska w składzie: Jun’ichi Miyashita, Kōsuke Kitajima, Takurō Fuji'i i Satō przegrała w finale tylko z Amerykanami i Australijczykami, osiągając czas 3.31,18 min.

## Osiągnięcia

### Igrzyska olimpijskie
| Igrzyska olimpijskie | Data             | Konkurencja               | Rezultat    | Miejsce |
| -------------------- | ---------------- | ------------------------- | ----------- | ------- |
| Pekin 2008           | 17 sierpnia 2008 | 4 x 100 m stylem zmiennym | 3:31,18 min |         |